# Sophie Pagay
Sophie Pagay, nata Sophie Berg (Brno, 22 aprile 1860 – Berlino, 23 gennaio 1937), è stata un'attrice austriaca.

## Biografia
Nacque a Brünn (l'attuale Brno, in Repubblica Ceca, che all'epoca faceva parte dell'Impero Austro-Ungarico) nel 1860 con il nome di Sophie Berg. Figlia di un impiegato delle Poste, iniziò a recitare fin da bambina. Fece il suo debutto a dodici anni, nel 1872, al Teatro Municipale di Brünn in un lavoro teatrale di Wolfgang Müller von Königswinter. All'epoca, apparve sui palcoscenici di Tallinn, Kiel, Görlitz, Breslavia, Augusta e Hannover. 

## Filmografia parziale
- Die Rache der Toten, regia di Richard Oswald (1916)
- Das Bildnis des Dorian Gray, regia di Richard Oswald (1917)
- Sangue gitano (Carmen), regia di Ernst Lubitsch (1918)
- La sbornia (Rausch), regia di Ernst Lubitsch (1919)
- Il viaggio nell'azzurro (Die Fahrt ins Blaue), regia di Rudolf Biebrach (1919)
- Niemand weiß es, regia di Lupu Pick (1920)
- Menschen von heute, regia di Felix Basch (1920)
- Der verbotene Weg, regia di Henrik Galeen (1920)
- Auri Sacra Fames, 1. Teil - An der Liebe Narrenseil
- Auri Sacra Fames, 2. Teil - Das Testament eines Exzentrischen
- Anna Bolena (Anna Boleyn), regia di Ernst Lubitsch (1920)
- Mascotte, regia di Felix Basch (1920)
- Gentlemen-Gauner, regia di Willy Zeyn (1920)
- Das Haus zum Mond, regia di Karl Heinz Martin (1921)
- Kinder der Strasse (Kinder der Straße), regia di Wolfgang Neff (1921)
- Das Kind der Strasse, 2. Teil, regia di Wolfgang Neff (1921)
- Amor am Steuer, regia di Victor Janson (1921)
- Der ewige Kampf , regia di Paul Ludwig Stein (Paul L. Stein) (1921)
- Tischlein deck dich, Eselein streck dich, Knüppel aus dem Sack, regia di Wilhelm Prager (1921)
- Die Hafenlore, 1. Teil, regia di Wolfgang Neff (1921)
- Die Hafenlore, 2. Teil, regia di Wolfgang Neff (1921)
- Der Mord in der Greenstreet, regia di Johannes Guter (1921)
- Die kleine Midinette, regia di Wolfgang Neff (1921)
- Was tat ich dir?, regia di Franz Eckstein (1921)
- Lotte Lore, regia di Franz Eckstein (1921)
- Die Hexe, regia di Franz Eckstein (1921)
- Tanja, die Frau an der Kette (1922)
- Louise de Lavallière, regia di Georg Burghardt (1922)
- Der Fluch des Schweigens, regia di Felix Basch (1922)
- Seine Exzellenz von Madagaskar. 1. Das Mädchen aus der Fremde, regia di Georg Jacoby (1922)
- Seine Exzellenz von Madagaskar. 2. Stubbs, der Detektiv, regia di Georg Jacoby (1922)
- Das Blut, regia di Paul Legband (1922)
- Schamlose Seelen oder Ein Mädchenhandel, regia di Wolfgang Neff (1922)
- Das Mädel mit der Maske, regia di Victor Janson (1922)
- Sein ist das Gericht, regia di Bruno Lange (1922)
- Die fünf Frankfurter, regia di Erich Schönfelder (1922)
- Es leuchtet meine Liebe, regia di Paul L. Stein (1922)
- Wem nie durch Liebe Leid geschah!, regia di Heinz Schall (1922)
- Schande, regia di Siegfried Dessauer (1922)
- Das Mädchen ohne Gewissen, regia di William Kahn (1922)
- Der Mensch am Wege, regia di Wilhelm Dieterle (1923)
- Auf Befehl der Pompadour, regia di Frederic Zelnik (1924)
- Königsliebchen, regia di Heinz Schall (1924)
- Barfüßele - Ein Schwarzwaldidyll, regia di Heinrich Lisson (1924)
- Der Hahn im Korb, regia di Georg Jacoby (1925)
- Das Abenteuer der Sibylle Brant, regia di Carl Froelich (1925)
- Volk in Not, regia di Wolfgang Neff (1925)
- Das Mädchen mit der Protektion, regia di Max Mack (1925)
- Die vom anderen Ufer, regia di Arthur Bergen (1926)
- Fiaker Nr. 13, regia di Michael Kertész (Michael Curtiz) (1926)
- Der Mann seiner Frau, regia di Felix Basch (1926)
- Rosen aus dem Süden, regia di Carl Froelich (1926)
- Die Frau in Gold, regia di Pierre Marodon (1926)
- Zopf und Schwert - Eine tolle Prinzessin, regia di Victor Janson, Rudolf Dworsky (1926)
- Der Seekadett, regia di Carl Boese (1926)
- Die Kleine und ihr Kavalier, regia di Richard Löwenbein (1926)
- Das süße Mädel, regia di Manfred Noa (1926)
- Wenn das Herz der Jugend spricht, regia di Fred Sauer (1926)
- Der gute Ruf, regia di Pierre Marodon (1926)
- Les Voleurs de gloire regia di Pierre Marodon (1926)
- Scusate, signorina (Die sieben Töchter der Frau Gyurkovics), regia di Ragnar Hyltén-Cavallius (1926)
- Das Lebenslied, regia di Arthur Bergen (1926)
- Die Frau die nicht nein sagen kann, regia di Fred Sauer (1927)
- Mädchenhandel - Eine internationale Gefahr, regia di Jaap Speyer (1927)
- Deutsche Frauen - Deutsche Treue, regia Wolfgang Neff (1927)
- Die Tragödie eines Verlorenen, regia di Hans Steinhoff (1927)
- Das edle Blut, regia di Carl Boese (1927)
- Liebeshandel, regia di Jaap Speyer (1927)
- Die Hochstaplerin, regia di Martin Berger (1927)
- An der Weser (hier hab' ich so manches liebe Mal...), regia di Siegfried Philippi (1927)
- Das Mädchen ohne Heimat, regia di Constantin J. David (1927)
- Frühere Verhältnisse, regia di Arthur Bergen (1927)
- Der letzte Walzer, regia di Arthur Robinson (1927)
- Das Heiratsnest, regia di Rudolf Walther-Fein (1927)
- Wochenendzauber, regia di Rudolf Walther-Fein (1927)
- Die große Pause, regia di Carl Froelich (1927)
- Wenn Menschen reif zur Liebe werden, regia di Jacob Fleck e Luise Fleck (1927)
- Der falsche Prinz, regia di Heinz Paul (1927)
- Eheskandal im Hause Fromont jun. und Risler sen.
- Dr. Bessels Verwandlung, regia di Richard Oswald (1927)
- Violantha, regia di Carl Froelich (1928)
- Die Pflicht zu schweigen, regia di Carl Wilhelm (1928)
- Hercules Maier, regia di Alexander Esway (1928)
- Heut tanzt Mariett, regia di Friedrich Zelnik (1928)
- Herbstzeit am Rhein, regia di Siegfried Philippi (1928)
- Das Spreewaldmädel, regia di Hans Steinhoff (1928)
- In Werder blühen die Bäume... - Die Geschichte zweier lustiger Berliner Jungen, regia di Fred Sauer (1928)
- Die Heilige und ihr Narr, regia di Wilhelm Dieterle (1928)
- Ossi hat die Hosen an, regia di Carl Boese (1928)
- Lemkes sel. Witwe, regia di Carl Boese (1928)
- Der Hafenbaron, regia di Ernst Winar (1928)
- Ein kleiner Vorschuß auf die Seligkeit, regia di Jaap Speyer (1929)
- Geschminkte Jugend, regia di Carl Boese (1929)
- Bobby, der Benzinjunge, regia di Carl Boese (1929)
- Autobus Nr. 2, regia di Max Mack (1929)
- Madame Lu, die Frau für diskrete Beratung, regia di Franz Hofer (1929)
- Amor mio!
- Der Weg durch die Nacht, regia di Robert Dinesen (1929)
- Stud. chem. Helene Willfüer, regia di Fred Sauer (1930)
- Eco della montagna (Das lockende Ziel), regia di Max Reichmann (1930)
- I cavalieri della montagna (Der Sohn der weißen Berge), regia di Mario Bonnard e Luis Trenker (1930)
- Mach' mir die Welt zum Paradies , regia di Paul Merzbach (1930)
- L'incendio dell'opera (Brand in der Oper), regia di Carl Froelich (1930)
- Der Tanzhusar, regia di Fred Sauer (1931)
- Skandal in der Parkstraße, regia di Franz Wenzler (1932)
- Theodor Körner, regia di Carl Boese (1932)
- Drei blaue Jungs, ein blondes Mädel, regia di Carl Boese (1933)
- Schön ist jeder Tag den Du mir schenkst, Marie Luise, regia di Willy Reiber (1934)
- Fammi felice (Mach' mich glücklich), regia di Arthur Robison (1935)